# Ramboll
Rambøll Group A/S, nota anche come Ramboll, è una società multinazionale danese di architettura, ingegneria e consulenza . Negli ultimi 25 anni, l'azienda si è espansa, passando dall'essere un'azienda focalizzata principalmente sulla regione nordica ad avere uffici in più di 35 paesi, con oltre 18.000 dipendenti impegnati in progetti in tutto il mondo. Gran parte dell'attività dell'azienda è concentrata in Europa, Nord America, ma anche nei mercati emergenti.
Ramboll è elencato come uno dei 15 migliori studi di design internazionali al mondo nel 2023. I principali lavori e soluzioni dell'azienda sono rivolti a clienti nei settori dell'edilizia, dei trasporti, dell'energia, dell'ambiente e della salute, dell'acqua, della consulenza gestionale e dell'architettura e del paesaggio.

## Proprietà
Quasi tutte le azioni di Ramboll Group A/S sono di proprietà della Ramboll Foundation (circa il 96,9%). Il resto è di proprietà dei dipendenti Ramboll e di Ramboll Group A/S.

## Organizzazione
Ramboll Group A/S comprende numerose unità aziendali primarie in mercati e aree geografiche che abbracciano l'UE e gli Stati Uniti, con filiali e uffici in 35 paesi.

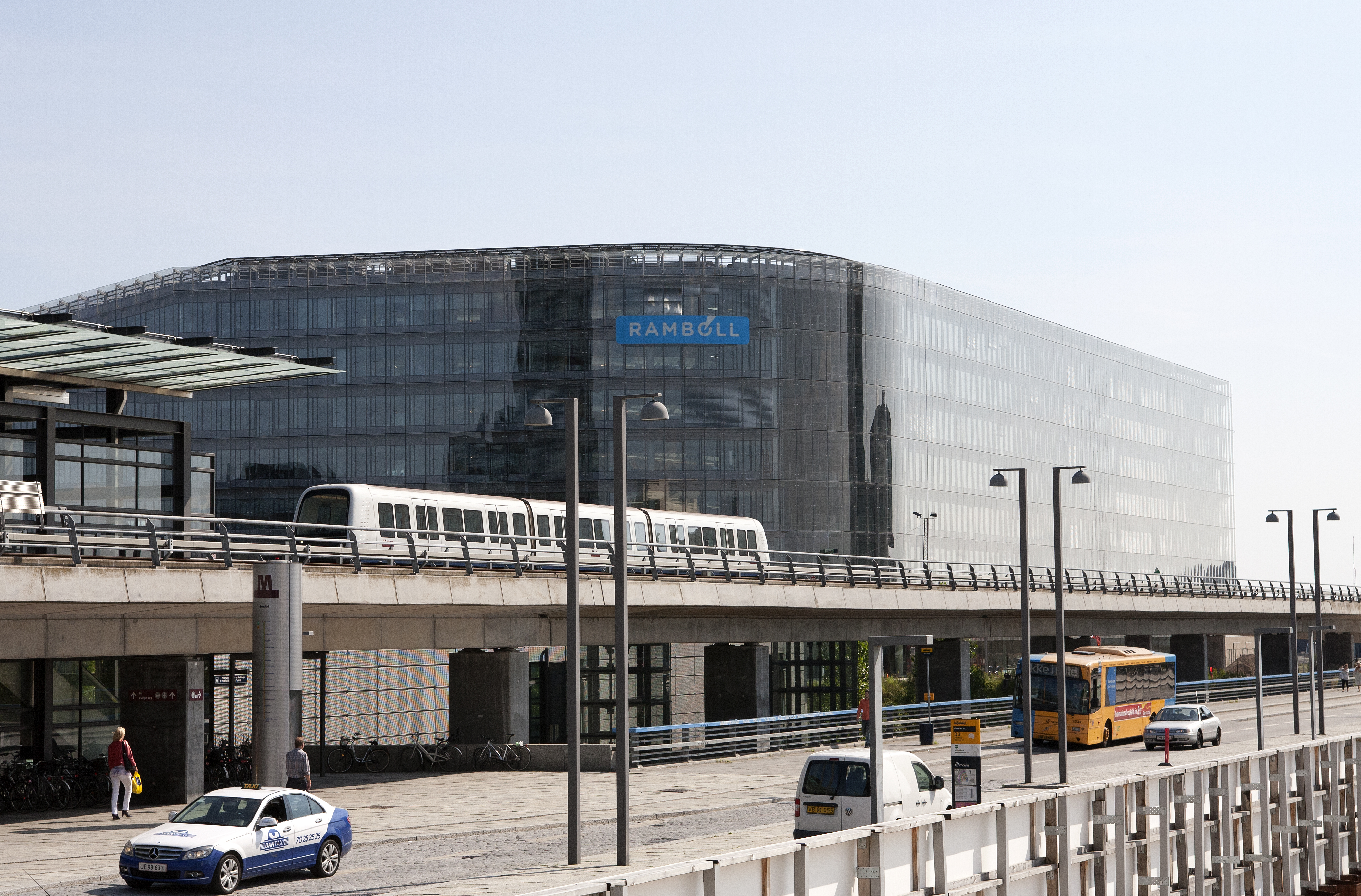
Sede centrale a Ørestad, Copenaghen, Danimarca

### Gestione
La governance aziendale di Ramboll comprende il Consiglio di amministrazione del Gruppo, il Comitato esecutivo del Gruppo, il Leadership Team del Gruppo e la direzione aziendale. Il Consiglio di Amministrazione è responsabile della gestione di Ramboll Group A/S; mentre il Consiglio Esecutivo è responsabile delle operazioni quotidiane di Ramboll Group A/S.

### Unità aziendali
- Danimarca
- Svezia
- Norvegia
- Finlandia
- Germania
- Regno Unito
- Americhe
- Asia-Pacifico
- Consulenza direzionale
- Energia
- Architettura e paesaggio
- Ambiente e Salute
- Acqua
- Edifici
- Trasporto